# Oyama-Schrein (Kanazawa)

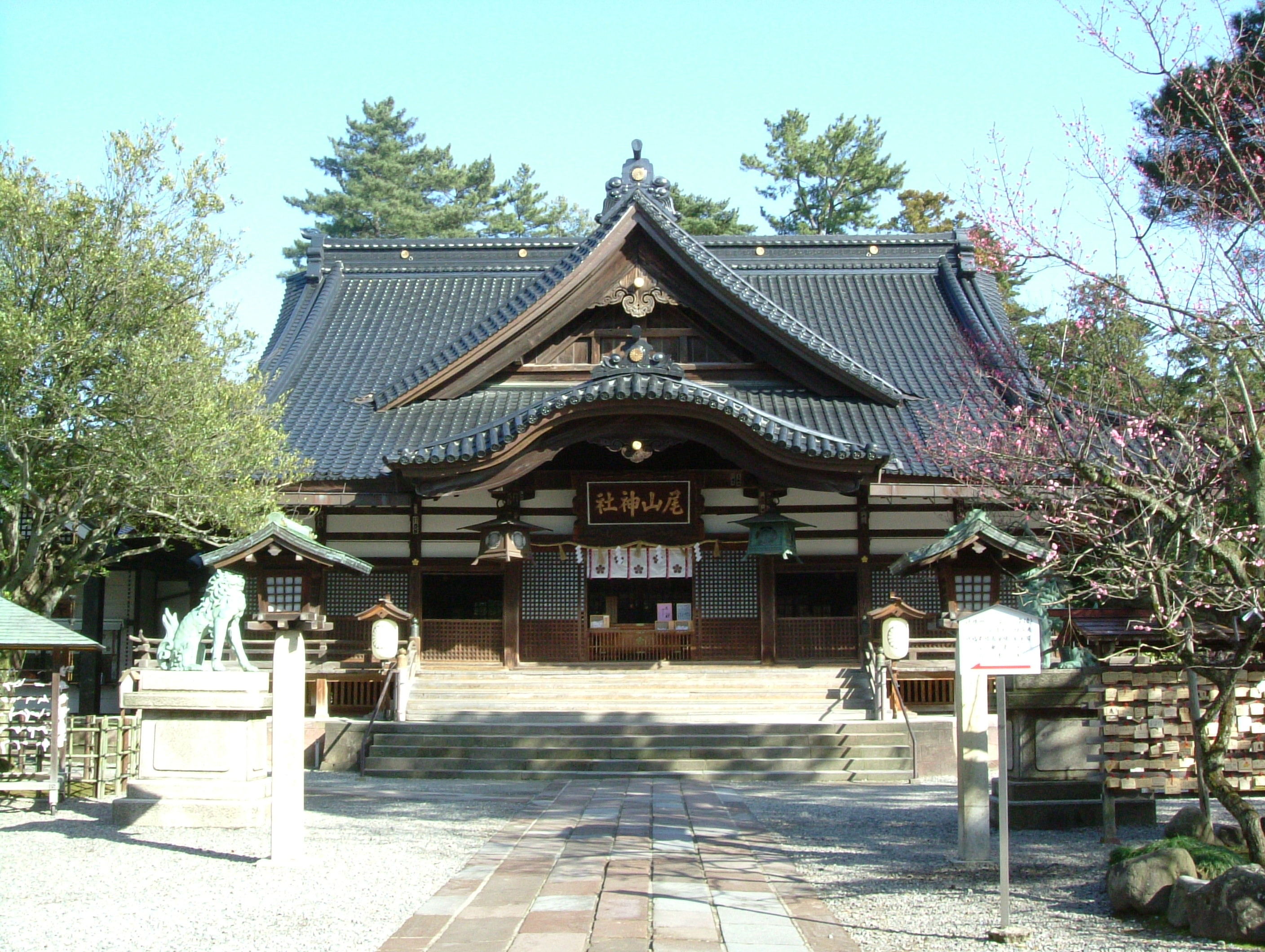
Haiden (Gebetshalle) des Schreins

Der Oyama-Schrein (jap. 尾山神社, Oyama-jinja) ist ein Shintō-Schrein in der japanischen Stadt Kanazawa (Präfektur Ishikawa).
Als Hauptkami wird in ihm Maeda Toshiie (前田 利家; 1538–1599) verehrt, ein ehemaliger General unter Oda Nobunaga und später unter Toyotomi Hideyoshi, sowie Herrscher über die Provinz Kaga und erster Daimyō des Lehens Kaga. Im Jahre von Toshiies Tod wurde der Schrein zu seinen Ehren auf Befehl von seinem Nachfolger, Maeda Toshinaga (前田 利長; 1562–1614), errichtet. Der damalige Name des Schreins war zunächst Utatsu Hachiman-gū, da er bis 1873 auf dem nahegelegenen Berg Utatsu (卯辰山) stand. Danach wurde er zu seinem jetzigen Standort in Oyama-chō (尾山町), heutiger Stadtteil von Kanazawa, verlegt.

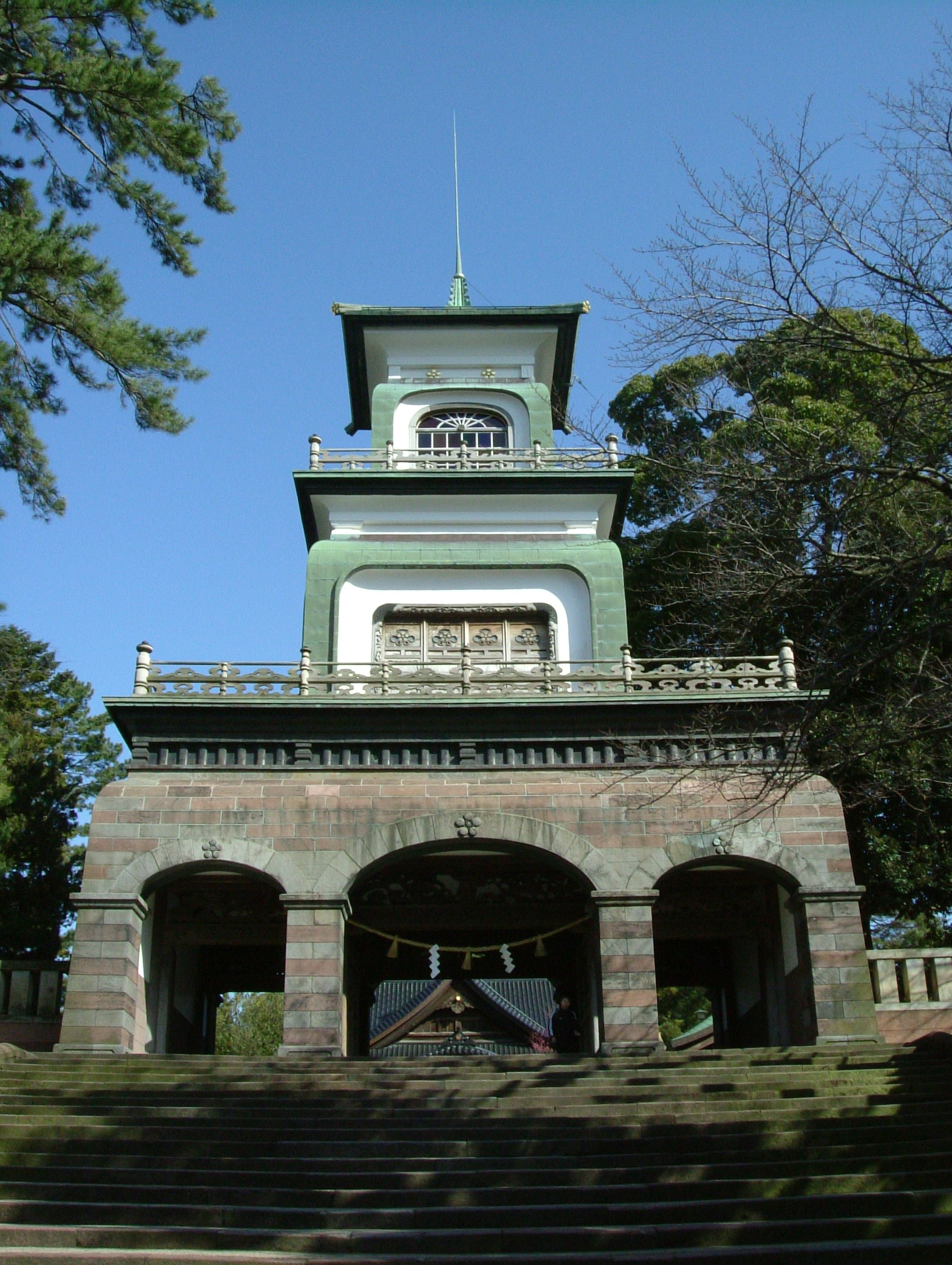
Das Shinmon

Besonders hervorstechend am Schrein ist sein Shinmon (神門, „Göttertor“), deren Bauarbeiten am 25. November 1875 begannen. Das ca. 25 Meter hohe Gebäude weist einen für Shintō-Schreine ungewöhnlich europäischen Baustil auf. Das Tor wurde am 29. August 2015 zum Wichtigen Kulturgut Japans erklärt.

## Festlichkeiten
Vom 12. bis 14. bzw. 13. bis 15. Juni wird am Schrein das Kanazawa Hyakumangoku-Matsuri (金沢百万石まつり, wörtlich „Eine-Million-koku-Fest“, eine Anspielung auf den Reichtum des ehemaligen Lehens Kaga) begangen, das seit 1923 auch in ganz Kanazawa gefeiert wird und dem Gedenken an Maeda Toshiies Einzug in die Burg Kanazawa geweiht ist. Von 1888 bis 1946 war es als Kanazawa-Matsuri bekannt, seinen jetzigen Namen trägt das Fest seit 1952. Jedes Jahr verzeichnet es hunderttausende von Besuchern.